# Acrapex ignota
Acrapex ignota là một loài bướm đêm trong họ Noctuidae.